# Межконфессиональный альянс
Межконфессиональный альянс (англ. Interfaith Alliance) — неправительственная межрелигиозная организация в США, основанная в 1994 году для противодействия нарушениям религиозных свобод. Заявленная цель — защита веры и свободы путем уважения прав личности, сохранения разделения между религией и государством и объединения голосов для защиты свободы совести, борьбы с экстремизмом и создания общей основы межрелигиозного сотрудничества.

## Руководство
В июле 2022 года священник Пол Раушенбуш был назначен президентом и генеральным директором Межконфессионального альянса. Он сменил на этом посту раввина Джека Молина, который занимал этот пост с 2015 года. Ему предшествовал Уелтон Гэдди (Welton Gaddy).

## Структура
Межконфессиональный альянс и его партнерская организация, Фонд Межконфессионального альянса, работают в Вашингтоне, США. У группы есть местные филиалы по территории Соединенных Штатов.

## Концепция
Группа также поддерживает прекращение дискриминации по признаку сексуальной ориентации. В 2019 году Межконфессиональный альянс вместе с 42 другими религиозными и смежными организациями выступил с заявлением против проекта «Блиц» — попытки коалиции христианских правых организаций повлиять на законодательство штата отстоять традиционные семейные ценности.